# Tony Sandler

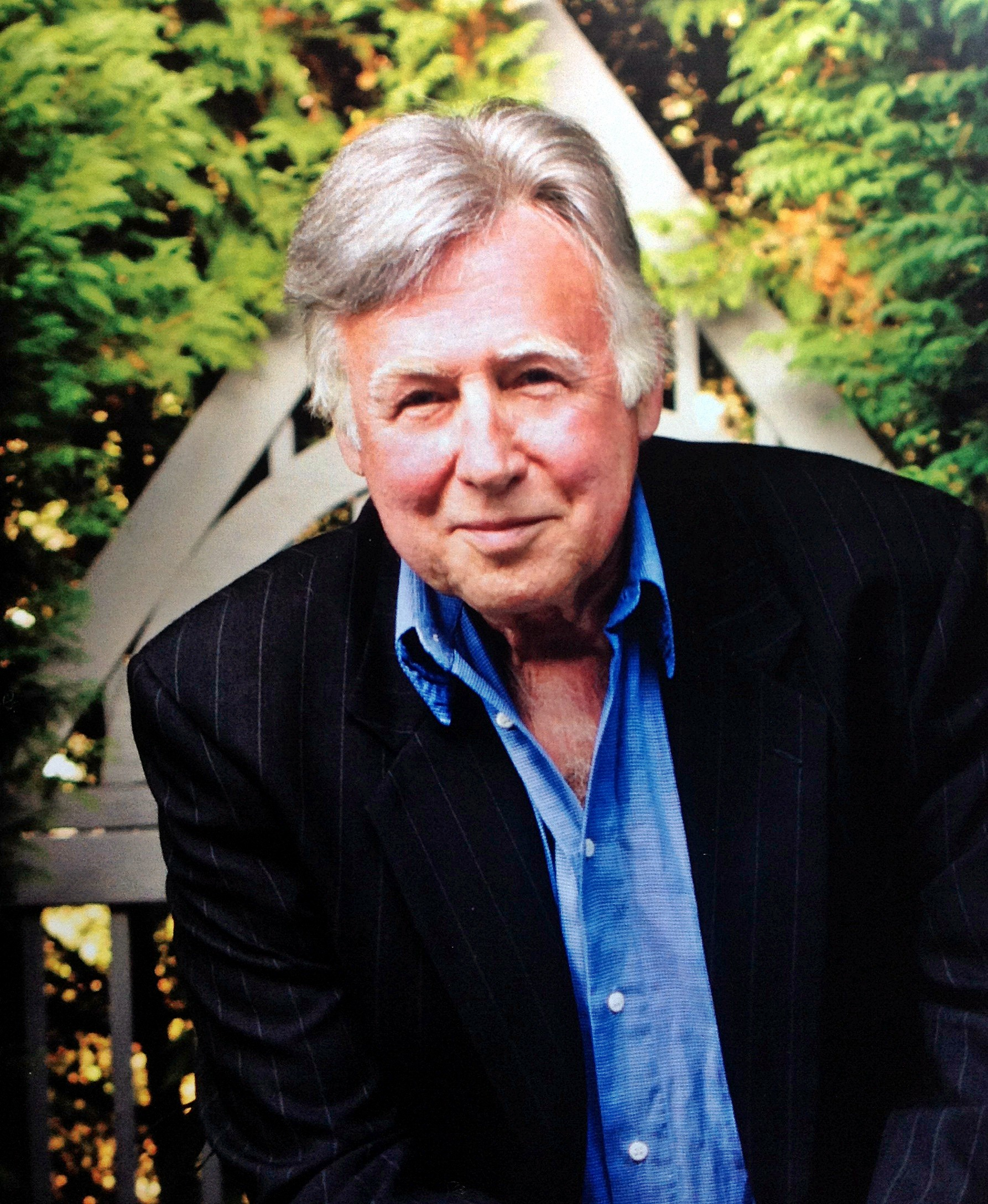
Tony Sandler anno 2012

Tony Sandler, artiestennaam van Lucien Joseph Santelé (Lauwe, 18 augustus 1933) is een Belgisch zanger die ook een helft vormde van het duo Sandler & Young.
Sandlers muzikale carrière begon bij het internationale kinderkoor 'Les petits Chanteurs à la Croix de Bois'. Tijdens zijn legerdienst bracht hij een eerste plaatje uit: Lied van de zee, een compositie van Hans Flower. Sandler begon in de jaren 50 als Vlaamse zanger met het orkest 'Solidor' en dankzij een gewonnen crochetwedstrijd voor Radio Gent kon hij zich in die tijd nestelen tussen andere Vlaamse vedetten, zoals Bobbejaan Schoepen, Bob Benny, Jean Walter, Jo Leemans. Sandler, inmiddels een gevierd zanger, kreeg tussen 1953 en 1958 de gelegenheid om tal van hits te scoren bij de platenmaatschappijen Ariola en Polydor. Hij nam tientallen nummers op en in die periode behaalde hij in totaal 26 radiohits, waaronder Ik Denk aan Jou, In een Bootje met Jou, De Maan Houdt de Wacht, Oh Donna Michaela, Tango Serenaden en Manuela.

## Europese schlagerperiode tot 1954-1963
Toen Sandler 24 jaar oud was, werd hij door de Duitse A&R-muziekproducer Werner Mertin ontdekt, die hem introduceerde bij Ariola in Berlijn. Dit contact resulteerde in diverse studio-opnamen en optredens doorheen West-Europa. Voor Ariola nam hij het nummer “Am Tag, Als Der Regen Kam/ Susie Darlin’(1958) op met het orkest van Hans Georg Alt.
Verder nog enkele singles "Schau ich Links, Schau ich Rechts", "Zwei im Mondschein" (1959) en "Ich Sehn mich Nach Dir" (1959)
De platenmaatschappijen lieten niets aan het toeval over en boekten opnamen met de befaamde orkesten van Werner Müller (a.k.a.Ricardo Santos), Kurt Edelhagen, Helmut Zacharias, and Ernst Kugler.
Om de nummers te promoten werd Tony Sandler naar talrijke muziekfestivals afgevaardigd en speelde hij in enkele Duitse muzikale films voor bioscoop en voor de ZDF Televisie.
In 1960 nam Tony Sandler deel aan de “Schlagerparade” met het nummer ‘Oh Wie Schön”. Dit was de West-Duitse voorronde voor het Eurosongfestival.
In die periode acteerde hij o.m. in “Schick deine Frau nicht naar Italien”, een film van Hans Grimm met toenmalige vedetten Marianne Hold en Claus Biederstadt en “Das Ratsel der Grünen Spinne”, een film van Franz Marischka.
Op 4 juni 1961 nam Tony Sandler deel aan de Deutsche Schlager Festspiele in Baden Baden met de single ‘In Paraguay’/ “Tranen” (Ariola). Op 29 augustus 1961 trad hij op in het populaire televisieprogramma “Was ich Noch Sagen Wollte”, aan de zijde van o.m. Paul Kuhn, Carmita en Helga Heinrich. Hij zong er enkele nummers begeleid door het orkest van Werner Muller.
Tussen 1957 en 1963 trok Sandler door Europa met tv-shows en optredens in België, Nederland, Duitsland, Zwitserland, Oostenrijk, England en Italië. Hij nam meer dan honderd liedjes op bij diverse platenlabels, zoals Ariola, Polydor Records in Berlijn, München en Hamburg, bij Vogue Records in Oostenrijk en Bluebell Records in Milaan.
In 1963, toen Tony Sandler op punt stond naar Amerika te vertrekken nam hij bij DECCA nog een LP op (Ik Kan U Niet Vergeten) met een aantal ingetogen liedjes op tekst van o.m. Gaston Durnez en Andre Demedts met muzikale begeleiding door het combo Al Van Dam. Twee nummers uit dit album "Mijn Moeder was een Vlaamse Vrouw" en "Ik Kan u niet Vergeten" blijven tot op heden nog steeds verbonden aan de zanger Sandler.
Tussen 1960 en 1963 trad Sandler tussen april en oktober telkens op in de 'Roof Garden' in Café Roma in het mondaine Alassio aan de Italiaanse Rivièra. Daar werd hij opgemerkt door een Amerikaanse impresario Frederic Apcar, die hem een Amerikaanse deal voorstelde. Op 29 november 1963 vertrokken ongeveer honderd Europese artiesten, onder wie Sandler, naar Las Vegas om aan te treden in de flamboyante show Casino de Paris in het Dunes Hotel aan de zijde van de Franse vedette Line Renaud. Tot de cast behoorde één Amerikaan: Ralph Young.

## Sandler & Young (1963-1987)

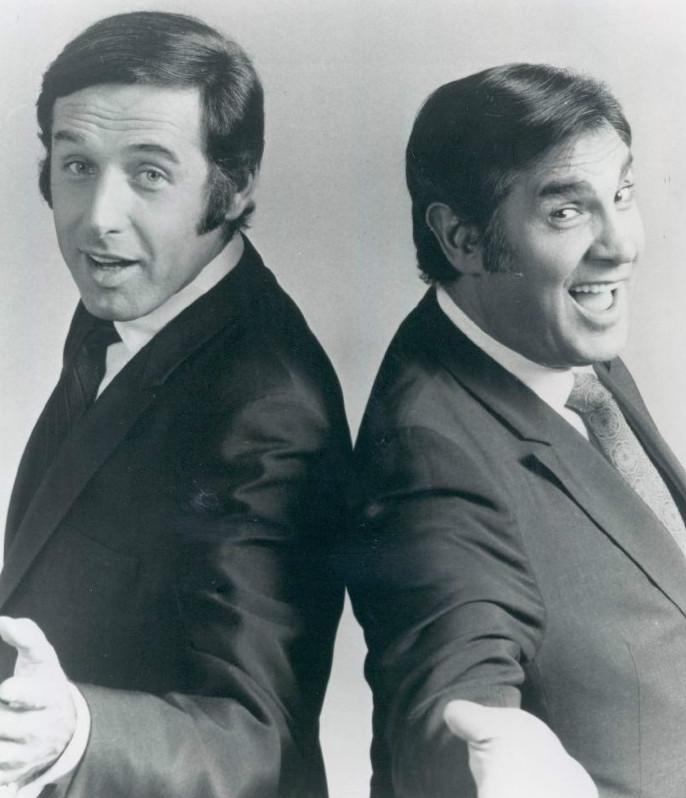
Tony Sandler en Ralph Young in 1970

Het oorspronkelijke contract van drie maanden werd met twee jaar verlengd en tijdens die periode werkten Sandler en Ralph Young aan een eigen act. Hun "gimmick" bestond eruit dat Sandler, als "gesofisticeerde Europeaan" in vier talen zou zingen en Young als de eerder "logge" New Yorker in harmony een ander lied bracht, het zogenaamde "Quodlibet". Deze vorm van muziek werd in de Verenigde Staten de bekende "Sandler & Young"-sound.
In 1965 startten Tony Sandler & Ralph Young als een onafhankelijk duo. Aanvankelijk traden ze op in de lounges van de diverse hotels in Las Vegas en het mondaine Lake Tahoe. De komiek Phil Silvers hoorde eerder toevallig "Sandler & Young" in een van die Las Vegas-lounges. Hij was zo enthousiast over deze sound dat hij hen wilde voorstellen aan de actrice Polly Bergen, die op dat ogenblik werkte aan een nieuwe show en "Sandler & Young" integreerde in haar nieuwste productie.
Bij de première van de Bergen/Sandler & Young-show in het Thunderbird Hotel in 1965 in Las Vegas zat Alan Livingston, de platenbaas van het prestigieuze platenlabel Capitol Records, in de zaal. Hij was onder de indruk en bood het duo een exclusief contract aan bij Capitol Records. Ze werden begeleid door muziekproducent Dave Cavanaugh – de latere president van Capitol – en muziekdirecteuren Jimmy Jones en Billy May, die onder meer Nat King Cole, Peggy Lee, Nancy Wilson, Kay Star en anderen hadden groot gemaakt. Het contract liep gedurende meer dan tien jaar en ondertussen verkochten "Sandler & Young" miljoenen platen. Zo trad Sandler ook op in de meest prestigieuze concertzalen in Amerika en Canada.
Tony Sandler en Ralph Young schitterden gedurende bijna twintig jaar op Las Vegas Boulevard. Sandler trad onder meer op in Caesar's Palace, Tropicana Hotel, The Congo Room in het Sahara Hotel, Dunes Hotel en het Continental Theatre in het Thunderbird Hotel en ook vele weken in het Flamingo Hilton Hotel. Daarnaast waren er onder meer optredens in The Plaza in New York, Blue Room in Washington D.C., De Cocoanut Grove in Hollywood, The Shamrock in Houston en the Shoreham in Washington DC en in Madison Square Garden in 1967.
Het duo trad op in populaire tv-shows zoals 9 xThe Ed Sullivan Show, The Tonight Show Starring Johnny Carson, The Dean Martin Show, The Andy Williams Show, The Red Skelton Show, The David Frost Show, The Today Show, The Merv Griffin Show, The Joey Bishop Show, The Dick Cavett Show, 28 x The Mike Douglas Show, The Monte Carlo Show en vele andere. In 1969 kregen Sandler en Young hun eigen programma, de Kraft Music Hall op NBC. In 1974 presenteerden zij de 52 minuten durende speciale aflevering "Two Christmases, an Evening with Sandler & Young" op WNEW (Fox television). Verder brachten ze enkele tientallen langspeelplaten op de markt bij Capitol Records, Pickwick Records, PIP en ook onder hun eigen label Ralton Records, die resulteerden in een miljoenenverkoop. Heel wat van deze opnamen behoren nu tot het Amerikaans erfgoed en zijn opgenomen de Library of Congress in Washington DC.
Medio jaren tachtig, toen de 15 jaar oudere Ralph Young op rust wilde, werkten Sandler en Young hun voorlopig laatste reeks contracten af. Ondertussen werd achter de schermen druk gewerkt aan de nieuwe Tony Sandler Show. Incidenteel traden Sandler en Young later nog samen op voor bijzondere gelegenheden. Hun laatste optreden samen was in 2003 in Palm Springs tijdens het all-stars concert "Let Freedom Ring" met onder anderen Barry Manilow, Suzanne Somers en Jack Jones, ten bate van de slachtoffers en families van 11 september 2001.

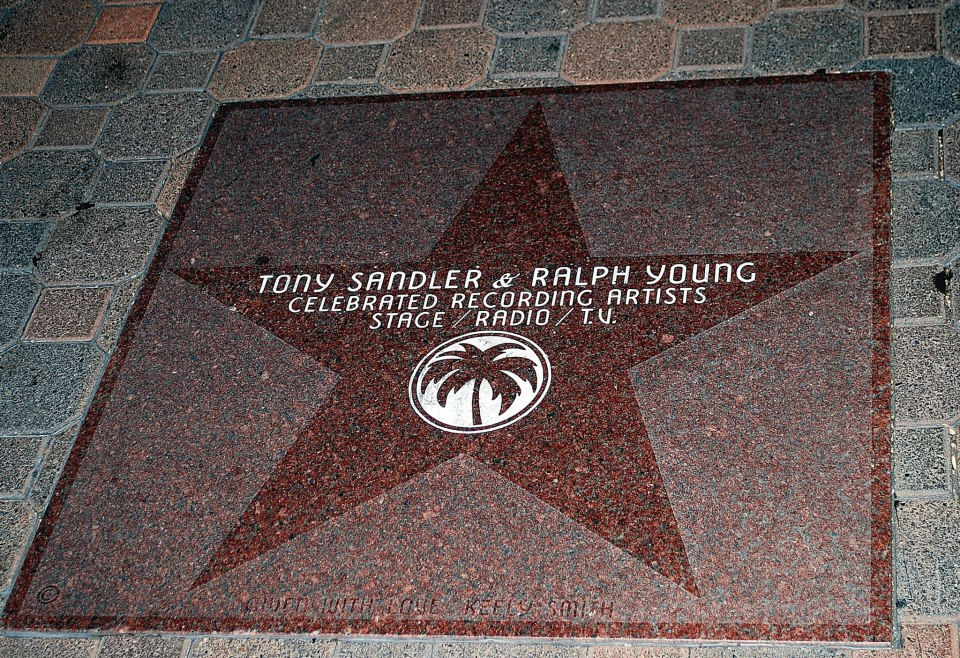
Walk of Fame in Palm Springs

Als blijk van erkenning voor hun muzikale loopbaan kreeg het duo Sandler and Young in 1998 een ster op de Palm Springs Walk of Stars.
Op 22 augustus 2008 overleed Ralph Young op negentigjarige leeftijd.

## Solo (1987 tot heden)
Als zanger en producent van diverse shows vervolgde Sandler zijn loopbaan. Hij bracht als 'bekende Europeaan' ook regelmatig – naast het Amerikaanse repertoire – het Europese chanson in Amerika, met producties als Best of Broadway, Sandler sings Lerner & Loewe en Sandler sings Jacques Brel. Verder verzorgde hij internationale kerstshows zoals The Thrue Sound of Christmas en For the Night of Christmas. Sandler heeft sinds 1987 diverse albums uitgebracht, zoals The Importance of the Rose, Bells of Paradise en Thrue Spirit of Christmas.
Voor het niet-commerciële televisienetwerk PBS bracht hij als 'host' eind jaren 80 twee televisieprogramma's met Vlaanderen als achtergrond: Portrait of Flanders en For The Night of Christmas from Bruges.
In de jaren 90 toerde Sandler solo met de onemanshow Chevalier, Maurice & Me en de symfonische-popproductie My Paris met arrangementen van Peter Matz, waarin hij het leven van Maurice Chevalier presenteerde aan Amerika. In zijn project "The Great International Songbook" uit 2005 vertolkte Sandler zowel met bigband als met kwintet of trio een internationaal repertoire.
In 2005 bracht Tony Sandler een driedubbele cd uit Mijn Moederspraak, An Anthology of Flemish Art and Folk Songs. Dit is een bloemlezing van 36 klassieke Vlaamse volksliederen waarmee hij in recital stijl met klassieke arrangementen door pianist Gregory Theisen, de schoonheid van de Vlaamse taal en het Vlaamse lied voor de toekomst wil bewaren. Nummers zijn o.m. ‘k En Hore U nog Niet O Nachtegaal, O Kempenland, Lentelust, Ik Zag Cecilia Komen, Het loze vissertje Gequetst Ben Ick Van Binnen, Mijn Vlaanderen heb ik Hartelijk Lief, 't Zijn Weiden als Wiegende Zeeën, Daar Zat een Sneeuwwit Vogeltje,... In 2007 kreeg Sandler de gelegenheid om deze cd persoonlijk te kunnen voorstellen en overhandigen aan Z.M. Koning Albert II van België in New York.
In 2013, naar aanleiding van zijn 60-jarige loopbaan en zijn 50-jarige carrière in de Verenigde Staten wordt  bij Balladin Productions Inc. een serie geremasterde cd's uitgebracht onder de noemer 'Tony Sandler Legacy Series'. Onder het label Balladin verschenen Hits van de jaren 50 - Flemish Hits 1950's, Deutsche Schlagerparade - Parade of German Hits 1954-1963 en Symphony of Love internationale liedjes. Zijn Belgische producer Tom Bauwens  organiseert datzelde jaar zijn laatste optreden  in Kortrijk, zijn geboortestreek.

## Trivia
- Naar schatting zou Sandler gedurende zijn hele loopbaan ruim 675 nummers in zes verschillende talen op plaat hebben uitgebracht.
- In 1972 werd Sandler Amerikaans staatsburger.
- Gedurende zijn 50-jarige verblijf in de VS woonde Sandler in New York, Los Angeles, Las Vegas, Carson City (Nevada) en Washoe Valley (Nevada) en daarna op een farm van 800 hectare in Ogilvie (Minnesota). Sinds 2000 woont hij in Excelsior, nabij Minneapolis - St Paul in Minnesota.
- Sandler is inmiddels meer dan 50 jaar gehuwd en heeft 3 dochters en is 6 keer grootvader.